# Wavestar
Wavestar war ein britisches Elektronik-Duo aus Sheffield. Es bestand aus John Dyson (* 11. März 1948 in Sheffield) und dem 1999 verstorbenen David Ward-Hunt.

## Geschichte
Die Band entstand um 1984. Bereits ihr erstes Album Mind Journey wurde in der Elektronik-Szene zum großen Erfolg. In den Folgejahren wurde Wavestar durch Liveauftritte beim damals in der britischen Elektronik-Szene sehr renommierten Festival „UK Electronica“ sowie durch die Herausgabe des Weiteren erfolgreichen Albums Zenith zu einer der wichtigsten britischen Musikformationen in der Stilrichtung der Elektronischen Instrumentalmusik.
Bei der Musik von Wavestar handelt es sich um melodische Synthesizer-Musik mit Einflüssen von Elektronik-Pionieren wie Tangerine Dream. Hierbei ergänzen sich John Dysons gewöhnlich melodischer Stil mit David Ward-Hunts Sequenzereinlagen harmonisch.
1989 löste sich die Band aufgrund personeller Unstimmigkeiten auf. Ab dieser Zeit machte John Dyson eine ebenfalls erfolgreiche Solokarriere, angefangen mit der 1989 erschienenen ersten Solo-CD Evolution. Anfangs produzierte er Musik auf dem eigens gegründeten Plattenlabel „Surreal to Real“. Mittlerweile werden sowohl seine Solo-CDs als auch die Wavestar-CDs vom niederländischen Label Groove Unlimited des Musikers und Produzenten Ron Boots (wieder-)aufgelegt.
Den Höhepunkt seines Soloerfolgs erreichte Dyson Ende der 1990er Jahre. Die CD Out of Time belegte bei den Schwingungen-Wahlen Platz 7 in der Kategorie „Bestes Album“, das aus ihr stammende Stück Crystal Ashes wurde Sieger in der Kategorie „Bester Song 1997“. Bei Dysons Liveauftritt auf dem niederländischen Festival E-Live 1998 war Paul McCartney unter den Zuschauern.
Nach langer Schaffenspause kehrte John Dyson 2009 auf die Bühne zurück. Auf dem E-Day Festival im niederländischen Oirschot wurde er und seine Band von den ca. 250 Besuchern frenetisch gefeiert.

## Diskografie Wavestar
- Mind Journey (1984)
- Zenith (1985)
- Moonwind (1987)
- Out of Time (1988*)

*Die CD Out of Time erschien erstmals 1997. Sie beinhaltet bis dahin unveröffentlichte Wavestar-Songs aus den späten 1980er Jahren.

## Diskografie John Dyson
- Evolution (1989)
- Aquarelle (1991)
- Different Values (1994)
- Beyond the Gates (1995)
- Silverbird (1998)
- Darklight (2009)
- Wavestar II: Nightwinds (2018)
- Wavestar II: Two (2021)